# Böckmann Fahrzeugwerke
Die Böckmann Fahrzeugwerke GmbH ist ein Hersteller von PKW-Anhängern, Pferdeanhängern sowie Pferdetransportern und Viehanhängern mit Sitz in Lastrup, Niedersachsen. Das Unternehmen ist einer der größten Hersteller von Pferdeanhängern und PKW-Anhängern in Deutschland und wirbt über die Aussage „Anhang erster Klasse“ mit höchster Qualität Made in Germany.

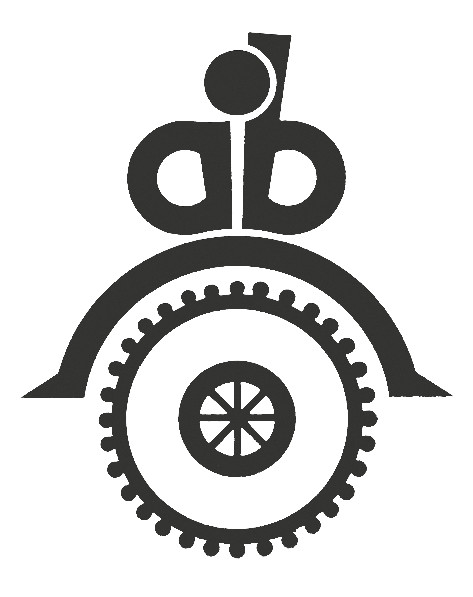
Das ABLAS (heute: Böckmann) Firmenlogo – aus dem Jahr 1956

Böckmann ist eine der führenden Pferdeanhänger-Marken in Europa. Die Böckmann Fahrzeugwerke GmbH beschäftigt derzeit mehr als 300 Mitarbeiter (Stand: März 2016) und arbeitet mit Vertriebspartnern in über 30 Ländern weltweit. 

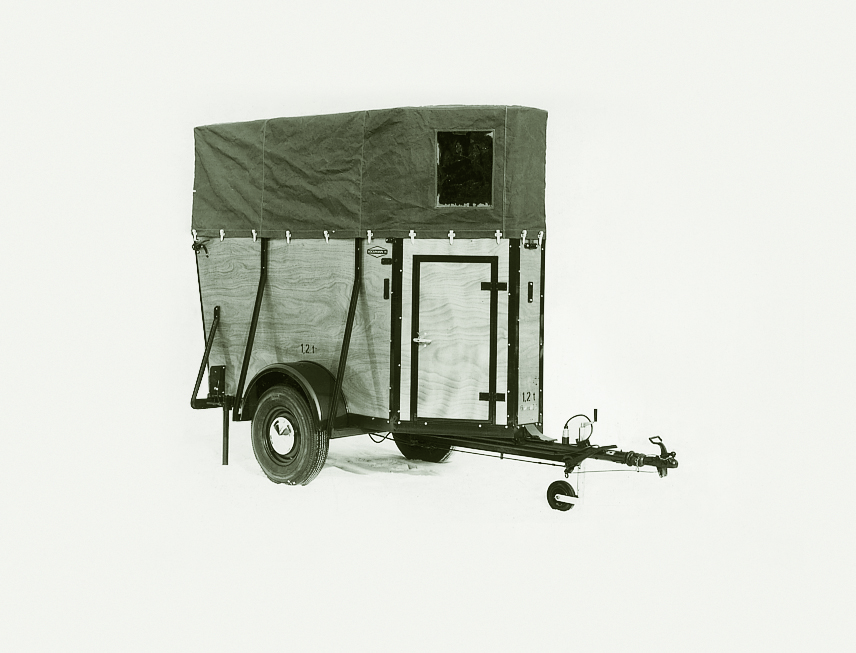
Im Jahr 1963 entwickelte Anton Böckmann einen Pferdeanhänger mit Segeltuchplane zur Verbesserung des Fahrkomforts und als Windschutz.

## Unternehmensgeschichte
Anton Böckmann, der im Alter von nur 21 Jahren seine Meisterprüfung zum Schmied absolvierte, gründete zusammen mit seiner Frau Brigitte im Jahre 1956 die Firma Böckmann. Anfänglich lag das Hauptgeschäft im Hufbeschlag sowie dem Reparieren von landwirtschaftlichen Maschinen.
1960 wurde die Produktion von Viehanhängern für die Landwirtschaft aufgenommen, aus denen Anton Böckmann auch den ersten Kastenanhänger entwickelte. Diese Anhänger wurden zu der Zeit unter dem Markennamen ABLAS (Anton Böckmann Lastrup) vermarktet. Aus den Viehanhängern wurden später auch Pferdeanhänger entwickelt. Der erste Böckmann-Pferdeanhänger war mit einer Segeltuchplane ausgestattet und wurde zum Transport des Familienponys Raudi eingesetzt. Bis Ende 1964 entwickelte Anton Böckmann hieraus auf Kundenwunsch einen zweiachsigen Transporter für zwei Pferde. Auch im Bereich der Ponykutschen war die Firma Böckmann bis Mitte der 1970er Jahre führender Hersteller.
Im Jahre 1970 zog das Unternehmen in das Gewerbegebiet Lastrup, wo es seine Produktionsfläche auf 21.600 m² erweiterte und die Serienproduktion einführte. Kurz darauf wurde auch der erste Pferdeanhänger mit Polyesterhaube vorgestellt. Zur ersten Pferdemesse Equitana 1972 in Essen konnte eine weitere Neuentwicklung präsentiert werden: ein Pferdeanhänger mit Aluminium-Aufbau, der im Vergleich zu seinen Vorgängern wesentlich leichter war. Ab 1975 produzierte Böckmann außerdem LKW-Aufbauten für den Viehtransport sowie Vollpolyesteranhänger für zwei Pferde.
Ebenfalls durch den Eigenbedarf angetrieben, wurde 1985 der erste Pferdetransporter für bis zu zehn Pferde entwickelt. Außerdem konzipierte Böckmann neuartige Pferde-Flugcontainer für die Lufthansa, die erstmals für die Olympischen Spiele in Seoul (1988) eingesetzt wurden.
Die Böckmann Fahrzeugwerke GmbH wurde von 1980 bis 2013 durch zwei der vier Söhne von Anton und Brigitte Böckmann geleitet: Klaus Böckmann (Studium im Maschinenbau) und Roger Böckmann (Technikstudium). Klaus und Roger Böckmann wurden 1996 mit dem Unternehmerpreis des Oldenburger Münsterlandes für ihr unternehmerisches Geschick und ihre unternehmerischen Leistungen am und für den Standort Lastrup ausgezeichnet. Heute ist Klaus Böckmann alleiniger Geschäftsführer der Böckmann Fahrzeugwerke GmbH (Stand März 2016).
Neben den Fahrzeugwerken baute Anton Böckmann auch die Hengsthaltung Böckmann auf, die später vom Sohn Antonius Böckmann übernommen wurde. Der Pferdewirtschaftsmeister und erfolgreiche Springreiter Gilbert Böckmann, ein weiterer Sohn Anton Böckmanns, leitet heute den Ausbildungs- und Turnierstall Böckmann im Lastruper Ortsteil Hamstrup.

Im Jahr 2016 feierte das Unternehmen Böckmann, das den Slogan „Anhang erster Klasse“ führt, 60-jähriges Jubiläum.

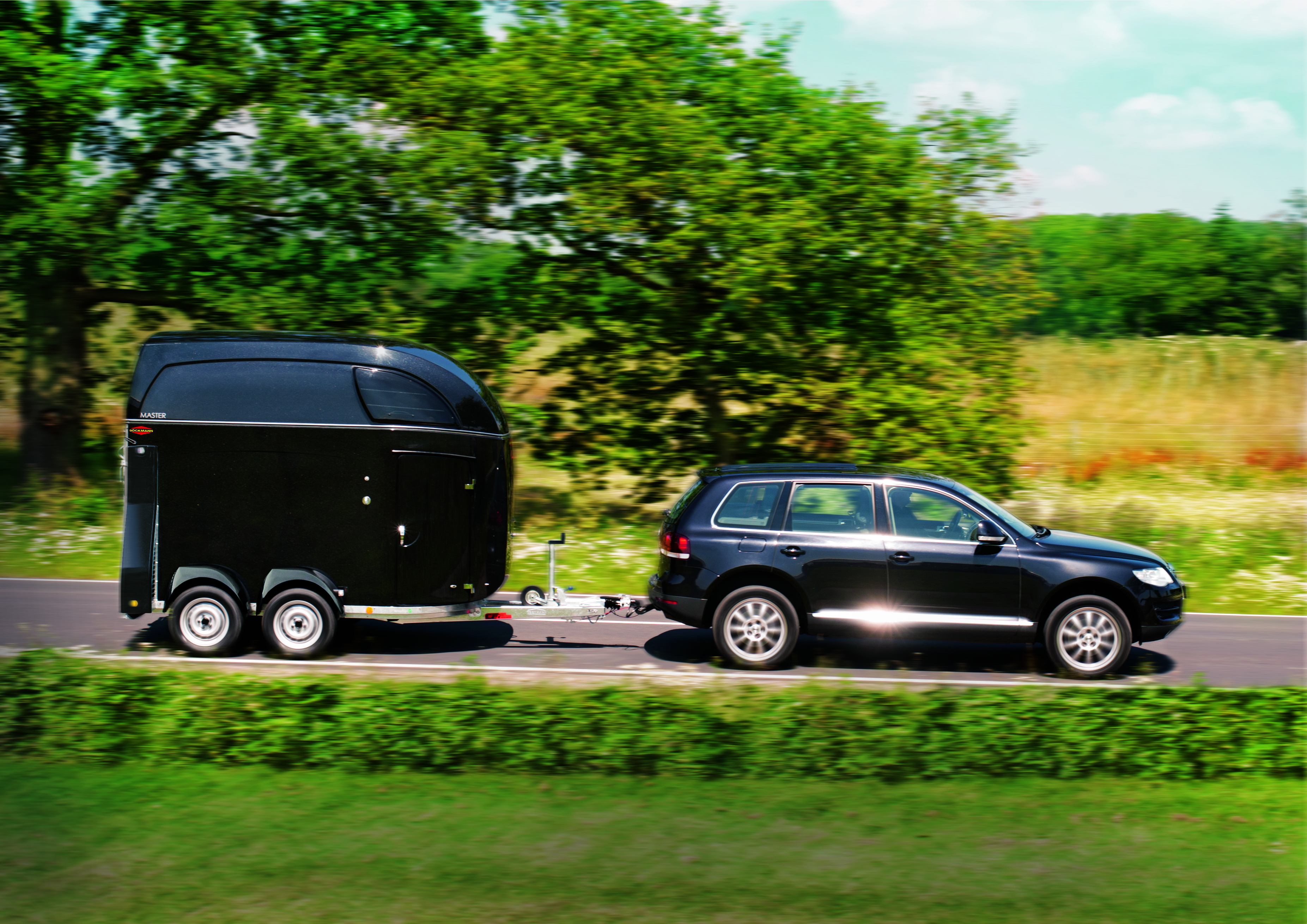
Heute werden 40 unterschiedliche Modelle gebaut.

## Produkte
Die Böckmann-Produkte teilen sich in vier Produktgruppen auf: PKW-Anhänger, Pferdeanhänger, Pferdetransporter und Viehanhänger.
Böckmann-PKW-Anhänger

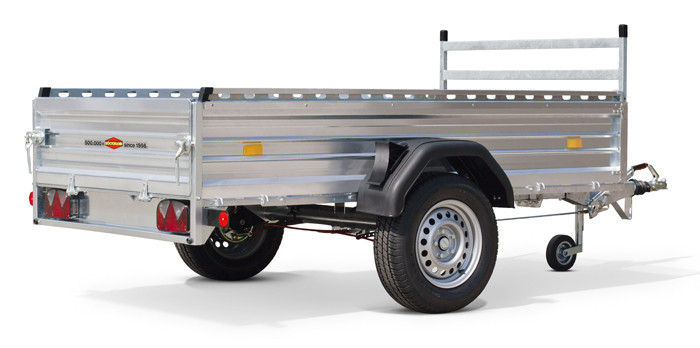

Der Anhängerhersteller Böckmann produziert verschiedene PKW-Anhänger aus Aluminium, Stahl und Plywood (Holz) sowie weitere Anhänger mit speziellen Vorrichtungen zum Transport von Maschinen und Autos.
- Tieflader – Die Tieflader Modelle gibt es als Einachser oder als Zweiachser sowie im Aluminium- oder Stahl-Design.
- Hochlader – Die Hochlader Aluminium Serie gibt es in ungebremster, gebremster und Zweiachser-Version mit vier klappbaren Bordwänden.
- Kipper – Böckmann produziert Rückwärtskipper und Dreiseitenkipper mit Aluminium- oder Stahlaufbau in den Gewichtsklassen 1350–3500 kg.
- Kofferanhänger – Die Kofferanhänger von Böckmann gibt es mit weißen oder grauen Außenwänden, als Tieflader oder Hochlader, Einachser oder Zweiachser.
- Kühlanhänger – Mit der Sandwich-Konstruktion der Kühlanhänger von Böckmann herrscht im Innenraum das richtige Klima für den Einsatz.
- Baumaschinen- und Kommunaltransporter – Diese Anhänger-Serie ermöglicht den Transport von schweren Baumaschinen oder Kommunalfahrzeugen.
- Fahrzeugtransporter – Das Verladen von Fahrzeugen aller Art ist mit den Detaillösungen der Fahrzeugtransporter-Modelle möglich.

Böckmann-Pferdeanhänger
Die Produktion der Böckmann-Pferdeanhänger blickt auf eine lange Tradition bis ins Jahr 1956 zurück. Das Böckmann-Pferdeanhänger-Sortiment umfasst Anhänger für ein bis fünf Pferde aus Plywood, Vollpolyester oder Aluminium.
- Uno Pferdeanhänger - Das Modell Uno bietet Platz für ein Pferd oder für eine Stute mit ihrem Fohlen und ist mit einem Plywood- oder Aluminium-Aufbau erhältlich.
- Duo Pferdeanhänger – Die Böckmann-Duo-Anhänger sind zum Transport von zwei Pferden geeignet. Der Aufbau des Pferdeanhängers besteht aus Plywood (Holz). Die Duo-Anhänger gibt es in angepassten Ausführungen für Großpferde, Ponys, Islandpferde, für Westernreiter mit großen Sattelhaltern für Westernsättel und für Kutscher mit einer integrierten Kutschenhalterung vor dem Aufbau des Pferdeanhängers.
- Comfort Pferdeanhänger – Die Comfort-Pferdeanhänger werden aus Vollpolyester hergestellt und sind dadurch besonders robust und langlebig. Diese Pferdeanhänger für zwei Pferde sind, wie auch andere Böckmann-Pferdeanhängermodelle, serienmäßig mit einem Sicherheitssystem für die Boxenstangen ausgestattet („MSS – Multi Safe System“).
- Master Pferdeanhänger – Den Master-Vollpolyester-Anhänger von Böckmann für den Transport von zwei Pferden gibt es in vielen verschiedenen Farben und mit Dekoren von Jan Künster. Der Master-Pferdeanhänger ist serienmäßig mit einem Fahrwerk nach Automobil Standard („WCFplus“) ausgestattet.
- Champion Pferdeanhänger – Der Champion ist ein Aluminium-Pferdeanhänger für zwei Pferde. Aluminium ist sehr geeignet für Pferdeanhänger, weil es keine Feuchtigkeit aufnimmt und der Anhänger somit nicht verrotten kann.
- Portax Pferdeanhänger – Den Portax-Pferdeanhänger aus Aluminium gibt es in verschiedenen Ausführungen für zwei bis drei Pferde, mit extra großer Sattelkammer, mannshoher Sattelkammertür, Frontausstieg und Hinterklappe-Flügeltürkombination.
- Traveller Pferdeanhänger – Die Traveller-Pferdeanhänger von Böckmann sind zum Transport von zwei bis fünf Pferden geeignet, wobei es spezielle Modelle für Kleinpferde/Ponys (Traveller K), Westernpferde (Traveller W) und Großpferde (Traveller G) gibt. Auf dem Traveller-Anhänger stehen die Pferde diagonal mit dem Kopf entgegen der Fahrtrichtung, was verhindert, dass sie sich bei einer starken Bremsung den Kopf stoßen könnten.

Böckmann Horse Trucks

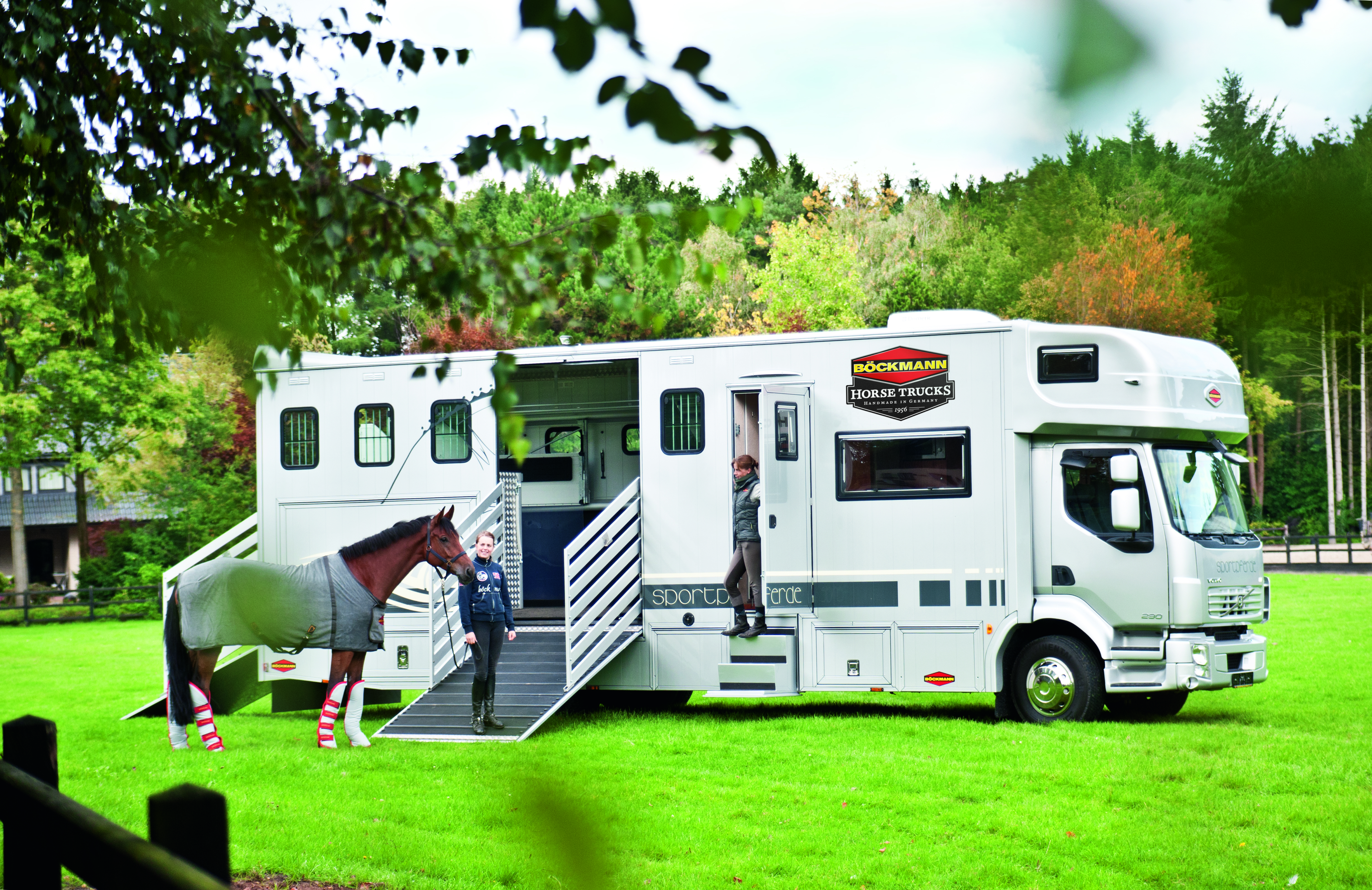
Auch Horse Trucks für den Transport von bis zu 12 Pferden bieten die Fahrzeugwerke Böckmann an.

Seit 1956 baut Böckmann Pferdetransporter in Deutschland. Der Hersteller bietet kleine Pferde-LKW (Compact) für zwei Pferde an und große Pferdetransporter (Equipe) für den Transport von bis zu zwölf Pferden. Jeder Horse Truck wird bei Böckmann individuell gefertigt und an die Kundenwünsche angepasst. Die Equipe-Modelle lassen sich mit individuell eingerichteten Wohnräumen ausstatten. Neben dem Verkauf, vermietet das Böckmann Truck Center in Lastrup seit 2016 die LKW zum Pferdetransport.
Böckmann-Viehanhänger
Die Böckmann Fahrzeugwerke GmbH schaut auch in der Viehanhänger-Produktion auf eine lange Tradition zurück. Getreu dem Motto „Aus der Praxis für die Praxis“ werden die Viehanhänger in Lastrup hergestellt. Böckmann bietet kompakte Viehanhänger (4–5 m²), mittelgroße Viehanhänger (6,6 m²) und große Viehanhänger (8,6 m²) an.